# Podomyrma mjobergi
Podomyrma mjobergi är en myrart som först beskrevs av Auguste-Henri Forel 1915.  Podomyrma mjobergi ingår i släktet Podomyrma och familjen myror. Inga underarter finns listade i Catalogue of Life.